# Ernst Standhardt
Ernst Standhardt (* 25. August 1888 in Haina bei Gotha; † 25. August 1967 auf der Estancia Fitz Roy, Argentinien) war ein deutscher Bergsteiger und Landschaftsfotograf, nach dem der zu den argentinisch-chilenischen Anden gehörige 2739 m hohe Cerro Standhardt benannt wurde.
Standhardt wurde als Sohn des Müllers Johann Theodor Wilhelm Standhardt in der Hainaer Burgmühle an der Nesse geboren, in der sich heute eine Käserei befindet. Der Tod des Vaters 1901 hatte zur Folge, dass die Mühle 1902 verkauft wurde und die Familie nach Gotha zog. Nach einer Sattlerlehre absolvierte er 1908 bis 1911 bei der Kaiserlichen Marine im deutschen Schutzgebiet Kiautschou in China seinen Militärdienst. Um 1912 wanderte er nach Argentinien aus. Dort wurde er als einer der ersten Landschaftsfotografen und Bergführer bekannt. Sein Grab befindet sich auf der Estancia Fitz Roy, wo er seinen Lebensabend verbrachte. Die Farm liegt heute im Nationalpark Los Glaciares und wird nicht mehr bewirtschaftet.
Seine Biografie und sein umfangreiches fotografisches Werk sind wesentliche Teile des 2011 in Argentinien erschienenen Buches Standhardt – Fotógrafo itinerante.
Zu Ehren Standhardts wurde am 25. August 2013 an seinem Geburtshaus in Haina eine Gedenktafel enthüllt.